# Løten Station
Løten Station (Løten stasjon) er en jernbanestation på Rørosbanen, der ligger ved byområdet Løten i Løten kommune i Norge. Stationen består af tre spor, to perroner og en stationsbygning samt pakhus i rødmalet træ. Stationsbygningen rummer udover ventesal og toilet også café, bageri og landhandel. Udenfor er der busstoppested og taxicentral i tilknytning til stationen.
Stationen åbnede 23. juni 1862, da banen mellem Hamar og Grundset stod færdig. Oprindeligt hed den Berg, men den skiftede navn til Løiten 15. december 1878 og til Løten 1. juni 1919. Den blev fjernstyret 24. januar 1994 og gjort ubemandet 8. juni 1997.
Stationsbygningen blev opført til åbningen i 1862 efter tegninger af Wilhelm Bull.